# Murilo Sebastião Ramos Krieger
Pour les articles homonymes, voir Krieger.
Murilo Sebastião Ramos Krieger, né à Brusque dans l'État de Santa Catarina le 19 septembre 1943, est un ecclésiastique catholique brésilien, membre de la Congrégation des prêtres du Sacré-Cœur de Jésus (SCI), archevêque émérite de São Salvador de Bahia depuis 2020.

## Biographie
Il est ordonné prêtre le 7 décembre 1969 pour la congrégation du Sacré-Cœur.
En 1985, Jean-Paul II le nomme évêque titulaire de Lysinia (de) et évêque auxiliaire de Florianópolis, dans l'État de Santa Catarina. Il y reçoit la consécration des mains d'Alfonso Niehues, archevêque de Florianópolis.
En 1991, il est transféré dans l'État du Paraná à Ponta Grossa, puis en 1997, à Maringá dont il devient archevêque.
En 2002, il revient à Florianópolis comme archevêque. Il y reste jusqu'au 12 janvier 2011 lorsqu'il est nommé par Benoît XVI archevêque de São Salvador da Bahia. Il est de ce fait primat du Brésil, et devient en avril 2015 vice-président de la Conférence nationale des évêques du Brésil.
Il se retire de sa charge archiépiscopale le 11 mars 2020. 